# Krátče
Krátče (v literatuře používán rovněž běžně i termín kráče) je náhrada vazného trámu v jalových vazbách. Krátký trám je položen na pozednici a uvnitř půdorysu začepován do výměny - trámu  kolmého na vazné trámy. Převislý konec krátčete u okapu nese krokev nebo námětek.